# 20 Fingers
20 Fingers — американська продюсерська команда, що складається з продюсерів та ді-джеїв Карлоса «Чарлі Бебі» Розаріо, Манфреда «Менні» Мора, Джей Джей Флореса та Онофріо Лолліно. Вони стали популярними в середині 1990-х завдяки серії поппісень, танцювальних і реппісень, багато з яких вирізнялися гумористичними або ризикованими текстами.

## Музична кар'єра

### 1993 – 1994: Формування та «Short Dick Man»
Спочатку гурт складався з продюсерів та ді-джеїв Карлоса «Чарлі Бебі» Розаріо та Манфреда «Менні» Мора, а згодом до них приєдналися друзі Джей Джей Флорес та Онофріо Лолліно, які зробили кілька реміксів на їхні пісні. Назва гурту походить від того, що обидва учасники гурту мають по двадцять пальців на руках.
31 серпня 1994 року гурт випустив свій перший сингл «Short Dick Man» за участю вокалістки і реперки Gillette. Пісня мала світовий успіх, особливо у Франції, де вона була хітом номер один протягом трьох тижнів. Вона очолила топ-5 у кількох європейських країнах, таких як Італія та Німеччина, а також потрапила до першої десятки в інших країнах, включаючи Австрію, Бельгію, Нову Зеландію та Австралію. У США вона також досягла 14-го місця і стала клубним хітом.
Сингл, у якому жінка висміювала розмір чоловічого пеніса, був також випущений у цензурованій версії, замінивши слова «short dick» на «short short», яка також вийшла під цензурною назвою «Short Short Man» у Великій Британії та кількох інших країнах. Ця нова версія, реміксована гуртом Strike, досягла 11 місця, тоді як оригінал досяг лише 21 місця в британському хіт-параді синглів 1994 року.
У супровідному відеокліпі зображено Gillette, яка співає «Short Dick Man» або «Short Short Man» на пляжі, чергуючись із товстим чоловіком на фотосесії.

Мор розповів Los Angeles Times, що метою пісні було привернути увагу. 
«Ми зрозуміли, що є багато пісень, в яких чоловіки б'ють жінок і ставляться до них як до сексуальних об'єктів. Тому ми вирішили, що пісня, яка чоловікам перевертає все з ніг на голову, може привернути до них увагу.»
За словами Gillette, сенс пісні полягає в тому, «щоб завдати удару у відповідь по всіх піснях, що ображають жінок в поп-музиці, особливо в репі».

### 1994 – 1995: «On the Attack and More» та «Lick It»
20 Fingers випустили свій дебютний студійний альбом «On the Attack and More» у Польщі та Німеччині. Всі одинадцять пісень в цьому альбомі були записані за участю Gillette, за винятком  другого синглу під назвою «Lick It», в якому був використаний вокал співачки Roula. Їхній другий сингл мав ще один успіх в Європі і в клубах по всьому світу, досягнувши 48 місця в тому ж чарті.
У багатьох інших країнах, таких як Бразилія, Канада, Скандинавія, Австралія, Японія, Португалія, Чилі, Південна Корея та США, цей альбом був випущений як сольний дебютний альбом Gillette зі схожою обкладинкою, перейменованою на «On the Attack». В альбом увійшли усі пісні за винятком одинадцятої пісні «Lick It».
Третій і четвертий сингли «Mr. Personality» і «You're a Dog» стали ще одними хітами з помірним успіхом, обидва з вокалом Gillette на головній партії.
У Німеччині та Польщі два останні згадані сингли видавалися під назвою «20 Fingers feat. Gillette», а в інших країнах просто як «Gillette». 
20 Fingers також продюсували дебютний альбом гурту Max-A-Million «Take Your Time».
У 1995 році гурт випустив свій другий однойменний студійний альбом «20 Fingers», особливістю якого — на відміну від першого альбому ― було те, що майже в кожній пісні були різні вокалісти. Окрім всього нового оригінального матеріалу, цей альбом також складався з трьох раніше виданих синглів 20 Fingers («Short Dick Man», «Lick It», ремікс на «Mr. Personality» під назвою «Ugly») і двох раніше виданих синглів, випущених лейблом Max-A-Million, «Take Your Time» і «Fat Boy».
Через те, що до цього альбому увійшли всі попередні сингли 20 Fingers, як в оригінальній, так і в реміксованій формі, його іноді вважають альбомом-компіляцією. Тож в Азії альбом випустили під назвою «The Best of 20 Fingers». 
Їхній п'ятий сингл «Sex Machine» був випущений у 1995 році, який став ще одним клубним хітом, але не продавався так добре, як його попередники.
Третій і четвертий сингли Max-A-Million «Sexual Healing» і «Everybody's Groovin'» також були спродюсовані 20 Fingers.

### 1996 – 1999: Перерва та ремікси
Сингл «Megamix» з трьох перших хітів був випущений як тільки у Франції під назвою «Megamix Explosion». 
З 1996 року під ім'ям «20 Fingers» не було випущено жодного синглу, і гурт пішов на перерву, але продовжував продюсувати музику і займатися сольною кар'єрою. Бебі реміксував пісні під іменами «Чарлі» і «Чарлі Бебі», а Мор писав пісні для інших виконавців. 
У 1996 році «20 Fingers» спродюсували другий сольний альбом Gillette «Shake Your Money Maker» і три сингли «Do Fries Go with That Shake?», «Bounce» і «Shake Your Money Maker» у 1996 і 1997 роках. Альбом і три сингли не потрапили до хіт-парадів.
У 1996 році Мор і Бебі написали і спродюсували сингл «Push, Push» для виконавиці Катріни.

### 2000 – дотепер: Різні проєкти
У 2000 році бебі продовжив реміксувати пісні гурту Destiny's Child, учасниць гурту Бейонсе та Келлі Роуленд, а також Анастейшу. Мор і Бебі написали пісню «Someone to Love Me» для співачки Ла Рісси. 
У 2000 році Мор і Бебі написали і спродюсували пісню «Sex Tonight» з третього сольного альбому Gillette «Did I Say That», яка стала першим і єдиним релізом з альбому і стала невеликим клубним хітом в США. 
У 2002 і 2003 роках Мор і Бебі написали і спродюсували сингли «Someone to Love» і «Gifted» для співачок Анджеліни і Ейри Ґейл.

## Музичний стиль
У музичному плані 20 Fingers відомі своїми монотонними та важкими бітами, звуками та мелодіями. Вони змішують танцювальну музику з хіп-хопом, попмузикою, роком та європопом. 
У текстах пісень гурт не завжди дотримується традиційної структури куплет-приспів, як, наприклад, у піснях «Short Dick Man» або «Putang Ina Mo» (тагальською, букв. «Твоя мати повія») із мінімалістичним вокалом. Часто в них використовуються прості повтори, такі як «Bum, ba da da da da da» («Lick It»), «Barara bum bum bum» («Sex Machine»), «Eeny, weeny, teeny, weeny» або «Don't, Don't, Don't, Do Do, Don't, Don't, Don't» («Short Dick Man»), «Ay nako, putang ina mo!»/«Ina mo, ina mo, ina mo, ina mo».
Тексти пісень також відрізнялися гумористичними або ризикованими текстами, часто відверто сексуальними, включаючи стогони, як, наприклад, у синглі «Position #9». Тексти їхніх пісень співаються англійською, іспанською та тагальською мовами («Putang Ina Mo»).

## Дискографія

### Студійні альбоми
| Назва                  | Деталі                                                              | Найкраща позиція в рейтингах | Найкраща позиція в рейтингах |
| Назва                  | Деталі                                                              | AUT                          | GER                          |
| ---------------------- | ------------------------------------------------------------------- | ---------------------------- | ---------------------------- |
| On the Attack and More | - Дата виходу: 18 квітня 1995 року - Лейбл: ZYX Music - Формати: CD | 24                           | 26                           |
| 20 Fingers/L'Album     | - Дата виходу: 24 жовтня 1995 року - Лейбл: ZYX Music - Формати: CD | —                            | —                            |

### Сингли
| Рік  | Назва                     | Найкраща позиція в рейтингах | Найкраща позиція в рейтингах | Найкраща позиція в рейтингах | Найкраща позиція в рейтингах | Найкраща позиція в рейтингах | Найкраща позиція в рейтингах | Найкраща позиція в рейтингах | Найкраща позиція в рейтингах | Найкраща позиція в рейтингах | Найкраща позиція в рейтингах | Сертифікація                                                | Альбом            |
| Рік  | Назва                     | USA                          | GER                          | AUT                          | BEL (Val)                    | FRA                          | ITA                          | NLD                          | NZ                           | UK                           | SUI                          | Сертифікація                                                | Альбом            |
| ---- | ------------------------- | ---------------------------- | ---------------------------- | ---------------------------- | ---------------------------- | ---------------------------- | ---------------------------- | ---------------------------- | ---------------------------- | ---------------------------- | ---------------------------- | ----------------------------------------------------------- | ----------------- |
| 1994 | «Short Dick Man»          | 14                           | 3                            | 6                            | 6                            | 1                            | 1                            | 7                            | 7                            | 11                           | —                            | - RIAA: Золото - ARIA: Золото - BVMI: Золото - SNEP: Срібло | 20 Fingers        |
| 1995 | «Lick It»                 | 72                           | 4                            | 10                           | 9                            | 5                            | 1                            | 21                           | 38                           | 48                           | 21                           | - BVMI: Золото                                              | 20 Fingers        |
| 1995 | «Mr. Personality»         | 42                           | 22                           | —                            | 19                           | —                            | 14                           | —                            | 32                           | —                            | 36                           |                                                             | 20 Fingers        |
| 1995 | «Sex Machine»             | —                            | 92                           | —                            | —                            | —                            | —                            | —                            | —                            | —                            | —                            |                                                             | 20 Fingers        |
| 1995 | «Don't Laugh But Lick It» | —                            | —                            | —                            | —                            | —                            | —                            | —                            | —                            | —                            | 50                           |                                                             | Сингл без альбому |
| 1996 | «Megamix»                 | —                            | —                            | —                            | —                            | 44                           | —                            | —                            | —                            | —                            | —                            |                                                             | 20 Fingers        |

### Рекламні сингли
| Рік  | Назва                     | Найкраща позиція в рейтингах |
| Рік  | Назва                     | FRA                          |
| ---- | ------------------------- | ---------------------------- |
| 1995 | «Don't Laugh But Lick It» | —                            |
| 1996 | «Megamix»                 | 44                           |

## Винагороди за продажі музики
Срібний диск
- Франція
  - 1995: за сингл «Short Dick Man»

Золотий диск
- Австралія
  - 1994: за сингл «Short Dick Man»[24]

| Країна/регіон                 | Срібло | Золото | Платина |
| ----------------------------- | ------ | ------ | ------- |
| Австралія (ARIA)              | —      | 1      | —       |
| Німеччина (BVMI)              | —      | 2      | —       |
| Франція (SNEP)                | 1      | —      | —       |
| Сполучене Королівство (RIAA)) | —      | 1      | —       |

### Продюсування альбомів
- 1995: Max-A-Million – «Take Your Time»
- 1996: Gillette – «Shake Your Money Maker»

### Продюсування синглів
- 1994: Max-A-Million – Fat Boy
- 1995: Max-A-Million – Take Your Time (Do It Right)
- 1995: Max-A-Million – Sexual Healing
- 1995: Max-A-Million – Everybody's Groovin'
- 1996: Katrina – «Push, Push»
- 1996: Gillette – «Shake Your Money Maker»
- 1996: Gillette – «Do Fries Go with That Shake?»
- 1997: Gillette – «Bounce»
- 2000: Gillette – «Sex Tonight»
- 2000: La Rissa – «Someone to Love Me»
- 2002: Eyra Gail – «Someone to Love»
- 2003: Angelina – «Gifted»

### Музичні відео
- 1994: «Short Dick Man»
- 1995: «Lick It»
- 1995: «Mr. Personality»
- 1995: «Sex Machine»